# 구구는 고양이다
《구구는 고양이다》(일본어: グーグーだって猫である グーグーだってねこである[*])는 오오시마 유미코가 창작한 일본의 만화 작품과 이를 원작으로 하는 일본의 영화 작품이다. 만화는 카도카와 쇼텐의 만화 잡지 《영 로제》에 1996년부터 1997년까지 연재되었다가 같은 출판사의 문예 잡지인 《혼노 타비비토》로 이전하여 2011년까지 연재되었다. 제12회 테즈카 오사무 문화상 단편상을 수상하였다. 영화는 이누도 잇신이 감독을 맡아, 2008년 9월 6일에 일본에서 개봉하였다.

## 영화
2008년, 개봉하였다.

### 캐스트
- 코지마 아사코 - 코이즈미 쿄코
- 나오미 - 우에노 쥬리
- 사와무라 세이지 - 카세 료

### 스태프
- 감독·각본 - 이누도 잇신
- 음악 - 호소노 하루오미
- 프로듀스 - 쿠보타 오사무, 오가와 신지
- 협찬 - 아나부키 공무소
- 제작 프로덕션 - 아스믹 에이스, IMJ 엔터테인먼트
- 프로덕션 협력 - 펠로 픽처즈

## 텔레비전 드라마
WOWOW 〈연속 드라마 W〉 시간대에서 텔레비전 드라마화되어, 2014년 10월 18일부터 11월 8일까지 방송되었다. 전 4화. 영화판과 마찬가지로 이누도 잇신이 감독을 맡지만, 영화와는 다른 오리지널 스토리이다.
2016년 6월 11일부터 7월 16일까지, 속편 《구구는 고양이다 2-good good the fortune cat-》이 방송되었다. 전 5화.

### 캐스트
제1·2시리즈 공통
- 코지마 아사코 - 미야자와 리에 (중학 시절→대학 시절:나카무라 유리카)
- 오오모리 - 나가츠카 케이시
- 미나미 - 쿠로키 하루
- 미야케 - 키시이 유키노

제1시리즈
- 홈리스 - 타나카 민
- 타치바나 히데오 - 이와마츠 료
- 타치바나 카츠히사 - 나카오카 소이치
- 이시카와 리나 - 이치카와 미와코 (중학 시절:나가오 시즈네)
- 치카코 - 키쿠치 린코

제2시리즈
- 이이다 - 마에다 아츠코
- 카가와 - 잇세 오가타
- 아카마 - 타나카 민
- 토모코 - 니시다 나오미 (대학 시절:미츠무네 카오루)
- 모리야 - 시마 료헤이
- 히나 - 야나기 에리사
- 후지키 - 하시모토 아츠시
- 오노 - 시게오카 히로시
- 사에코 - 카와이 아오바

### 스태프
- 시리즈 구성·감독 - 이누도 잇신
- 각본 - 타카다 료
- 음악 - 타카다 렌
- 삽입곡 - 타카다 렌 feat. UA 〈퍼레이드〉

### 방송 일자
| 시리즈    | 방송회 | 방송일           |
| --------- | ------ | ---------------- |
| 제1시리즈 | 제1화  | 2014년 10월 18일 |
| 제1시리즈 | 제2화  | 10월 25일        |
| 제1시리즈 | 제3화  | 11월 1일         |
| 제1시리즈 | 제4화  | 11월 8일         |
| 제2시리즈 | 제1화  | 2016년 6월 11일  |
| 제2시리즈 | 제2화  | 6월 18일         |
| 제2시리즈 | 제3화  | 6월 25일         |
| 제2시리즈 | 제4화  | 7월 9일          |
| 제2시리즈 | 제5화  | 7월 16일         |

| WOWOW 토요 오리지널 드라마 연속 드라마 W | WOWOW 토요 오리지널 드라마 연속 드라마 W                              | WOWOW 토요 오리지널 드라마 연속 드라마 W              |
| 이전 작품                                | 작품명                                                                | 다음 작품                                             |
| ---------------------------------------- | --------------------------------------------------------------------- | ----------------------------------------------------- |
| -                                        | 구구는 고양이다 (2014.10.18 ~ 2014.11.8)                              | 헤이세이 원숭이와 게의 전쟁 (2014.11.15 ~ 2014.12.20) |
| 반짝반짝 (2016.2.13 ~ 2016.3.12)         | 구구는 고양이다 2 -good good the fortune cat- (2016.6.11 ~ 2016.7.16) | 키보가오카의 사람들 (2016.7.16 ~ 2016.8.13)           |